# Erling Lae
Erling Lae (sinh ngày 16 tháng 3 năm 1947) là một chính khách Na Uy cho Đảng Bảo thủ.
Ông được sinh ra ở Oslo, là một cand.philol. bởi giáo dục và trước đây làm nhà báo.  Từ năm 1981 đến năm 1985, ông là cố vấn chính trị của Bộ Quản lý và Tiêu dùng. Ông được bầu vào hội đồng thành phố Oslo năm 1991, và là ủy viên thành phố từ năm 1997 đến năm 2000. Từ năm 2000 đến năm 2009, ông là thị trưởng cầm quyền của thành phố Oslo.  Vì vậy, ông đứng đầu chi nhánh điều hành của chính quyền thành phố ở thủ đô Na Uy.
Ông là phó lãnh đạo của đảng Bảo thủ từ năm 2008 đến 2010. Năm 2010, ông được tuyên bố là thống đốc quận mới của Vestprint, kế nhiệm Mona Røkke. Tuy nhiên, ông đã được thay thế vào mùa hè năm 2016 bởi Per Arne Olsen.
Lae là người đồng tính công khai. Ông kết hôn với Jens Torstein Olsen, một bộ trưởng Luther.